# Infern în Tombstone
Răzbunare în orașul morții sau Infern în Tombstone (în engleză Dead in Tombstone) este un film western fantastic de groază american din 2013 direct-pe-video regizat de Roel Reiné. În rolurile principale joacă actorii Danny Trejo și Mickey Rourke.

## Prezentare
Șapte bandiți (numiți Blackwater) iau cu asalt un orășel minier (Edendale) după ce află că șeriful a confiscat o cantitate mare de aur. Bandiții îl ucid pe șerif, dar nu se mulțumesc doar cu aurul ci preiau controlul asupra întregului oraș și al afacerilor miniere. Conducătorul bandiților Guerrero Hernandez (Danny Trejo) se opune acestul lucru și este omorât cu sânge rece de ceilalți șase, printre care se afla și fratele său vitreg care preia comanda. Condamnat să-și petreacă eternitatea în iad, Guerrero îi face Diavolului (Mickey Rourke) o propunere îndrăzneață: să-i ofere „pe tavă” cele șase sufletele ale fostei sale bande contra eliberării sale. La exact un an după moartea sa, Diavolul îl trimite pentru 24 de ore înapoi în Edendale (redenumit între timp Tombstone) pentru ca cei șase să moară de mâna sa. De-a lungul acestei zile, Guerrero provoacă o violentă și brutală confruntare pentru a-și răzbuna propria moarte, fiind ajutat și de văduva șerifului și de alți locuitori ai orașului.

## Distribuție
- Danny Trejo  ca Guerrero
- Mickey Rourke  ca Satana
- Anthony Michael Hall  ca Red Cavanaugh[2]
- Richard Dillane ca Jack Sutter
- Colin Mace  ca Judah Clark
- Emil Hoștină  ca Baptiste
- Ovidiu Niculescu ca Darko
- Ronan Summers  ca Ramos
- Edward Akrout  ca Snake
- Radu Andrei Micu ca Washington (ca Radu Micu)
- James Carroll Jordan  ca Părintele Paul (ca James Jordan)
- Daniel Lapaine ca Șerif Bob Massey
- George Remes ca Ajutor de șerif Tom Morris
- Tomi Cristin  ca Barman
- Dan Bădărău	- Cole Veteran Guard
- Ioan Ionescu

## Producție
Filmările au fost realizate în București, România.